# Collema callopismum
Collema callopismum är en lavart som beskrevs av A. Massal. Collema callopismum ingår i släktet Collema och familjen Collemataceae.  Arten är reproducerande i Sverige. Inga underarter finns listade i Catalogue of Life.